# 大宝駅
大宝駅（だいほうえき）は、茨城県下妻市大宝にある関東鉄道常総線の駅である。

## 歴史
- 1917年（大正6年）：開業[2]。
- 1945年（昭和20年）3月30日：筑波鉄道（初代）との合併により、常総筑波鉄道の駅となる。
- 1965年（昭和40年）6月1日：鹿島参宮鉄道との合併により、関東鉄道の駅となる。
- 1967年（昭和42年）9月16日：業務委託化。
- 1985年（昭和60年）1月16日：無人化、後に駅舎解体（上屋だけになる）。
- 2005年（平成17年）：駅舎新築。
- 2008年（平成20年）
  - 3月6日：列車交換設備の設置完了、2番線使用開始[3]。
  - 3月15日：この日のダイヤ改正により、列車交換が再開される。
- 2009年（平成21年）3月14日：ICカードPASMO供用開始[4]。
- 2010年（平成22年）3月13日：この日のダイヤ改正により1線スルー化。

## 駅構造
相対式ホーム2面2線を有する地上駅で無人駅。
1番線ホームに、待合所だけの小さな駅舎が設置されている。かつては大宝八幡宮の例祭に参拝する大量の客をさばくため、旧駅舎からホームまでの間には異例なほどの広い敷地が確保されており、駅前の広い土地がその名残である。旧駅舎は1983年（昭和58年）まで、現在の駅前広場の東端近くに存在した。1967年（昭和42年）頃までは列車交換設備もあったが、その後取り外されていた（時期不詳）。
輸送力増強に伴い、2008年（平成20年）3月6日に列車交換設備が再設置され、同年3月15日のダイヤ改正より、当駅での列車交換が開始された。この列車交換設備設置工事と同時にスロープ設置などのバリアフリー対応工事が実施された。
2010年（平成22年）3月のダイヤ改正から、一線スルー方式となり、1番線ホーム下館方および2番線ホーム取手方にも出発信号機が設置された。これにより、快速列車は上り・下りともに1番線ホームを通過し、それまで2番線を徐行して通過していた下り列車は減速せずに通過できるようになり、普通列車も上下列車の同時構内進入が可能になった。
当駅は無人であるが、硬券入場券が常総鉄道の有人駅で発売されている。

### のりば
1⃣　 下妻・水海道・守谷・取手方面
2⃣　　下館方面

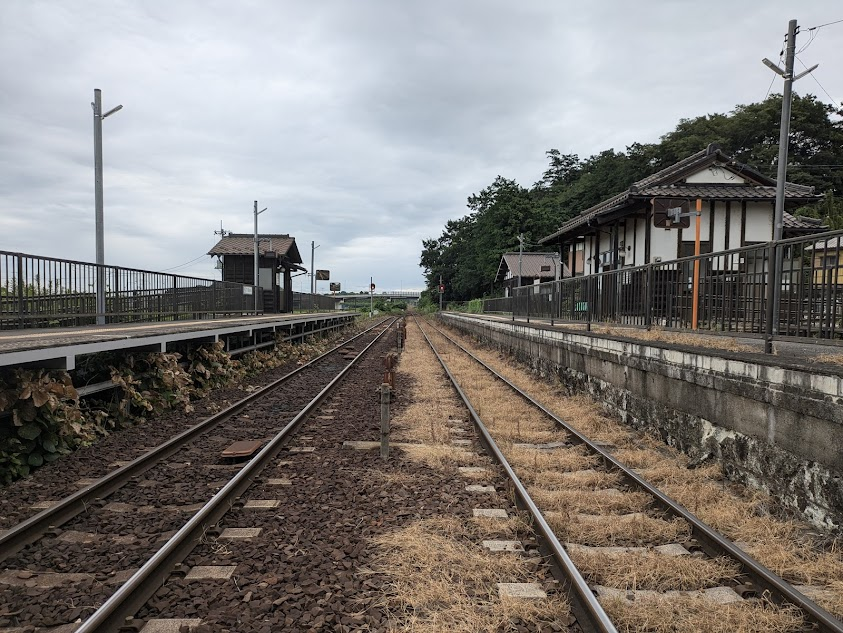
ホーム全体（2024年8月）
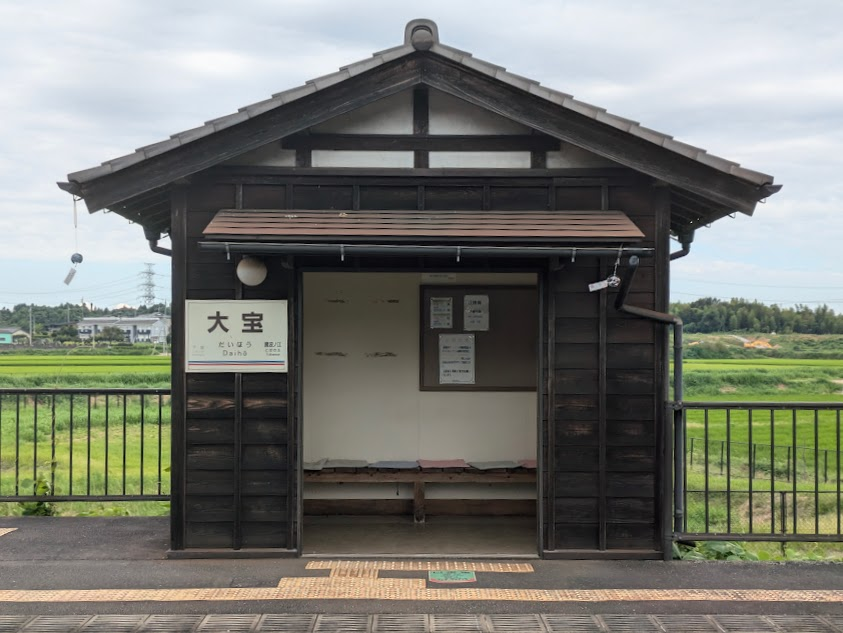
下りホーム待合室（2024年8月）

## 当駅における運行形態
- 上り（下妻・水海道・守谷・取手方面）
  - 日中は概ね1時間に2本の普通列車（取手行、一部守谷行）が停車する。一部列車は、水海道乗り換え取手行も設定されている[注釈 1][5]。
- 下り（下館方面）
  - 日中は概ね1時間に2本の普通列車（下館行）が停車する[5]。

## 利用状況
2022年度の一日平均乗降人員は90人である。
近年の一日平均乗車人員の推移は下記のとおり。
| 推移 | 推移     | 推移     |
| 年度 | 乗車人員 | 乗降人員 |
| ---- | -------- | -------- |
| 1998 | 38       |          |
| 1999 | 36       |          |
| 2000 | 36       |          |
| 2001 | 30       |          |
| 2002 | 29       |          |
| 2003 | 28       |          |
| 2004 | 24       |          |
| 2005 | 26       |          |
| 2006 | 24       |          |
| 2007 | 26       |          |
| 2008 | 29       |          |
| 2009 | 26       |          |
| 2010 | 27       |          |
| 2011 | 28       |          |
| 2012 | 29       |          |
| 2013 | 27       |          |
| 2014 | 35       |          |
| 2015 | 36       |          |
| 2016 | 35       |          |
| 2017 | 40       |          |
| 2018 |          |          |
| 2019 |          | 65       |
| 2020 |          |          |
| 2021 |          |          |
| 2022 |          | 90       |

## 駅周辺
駅の東側は大宝の集落である。大宝八幡宮と大宝城跡をはじめとして、下妻市立大宝小学校などがある。駅の西側は糸繰川沿いに開けた田園地帯となっている。この田園地帯はかつて大宝沼という沼であったが、干拓されて今のようになった。当駅のすぐ下妻方で常総線は糸繰川を渡っている。この川は干拓地の排水路を兼ねている。
- 大宝郵便局
- LIXIL下妻工場 - 駅の西側

## 隣の駅
関東鉄道
■常総線
■快速
通過
■普通
下妻駅 - 大宝駅 - 騰波ノ江駅

### 記事本文